# 西拉棱鯡
西拉棱鯡為輻鰭魚綱鲱形目鲱科的其中一種，分布於非洲塞內加爾至喀麥隆的淡水流域，體長可達3公分，棲息在溪流、湖泊，成群活動，以橈腳類、甲殼類等為食，可做為食用魚。

## 擴展閱讀
維基物種上的相關：西拉棱鯡